# Darren Sadler
Darren Sadler, pseudonim Pocket Rocket (ur. 22 marca 1980 w Boroughbridge, hrabstwo North Yorkshire) – angielski strongman.

## Życiorys
Darren Sadler rozpoczął treningi siłowe w wieku siedemnastu lat. Zadebiutował jako siłacz w wieku dwudziestu lat. Początkowo startował (z uwagi na swój niewielki, jak na siłacza wzrost), z bardzo dużymi sukcesami, jako strongman w kategorii do 105 kg masy ciała. Następnie znacznie zwiększył wagę, do obecnych 125 kg.
W Drużynowych Mistrzostwach Świata Strongman 2006 nie zakwalifikował się do finału. Wziął udział w indywidualnych Mistrzostwach Świata Strongman 2006, Mistrzostwach Świata Strongman 2007 i Mistrzostwach Świata Strongman 2009, jednak z powodu wzrostu nigdy nie zakwalifikował się do finałów.
Jest właścicielem uruchomionej w kwietniu 2008 r. siłowni Absolute Fitness, umiejscowionej w swym rodzinnym mieście, Boroughbridge. Jest żonaty z Jenną.
Wymiary:
- wzrost 173 cm
- waga 125 kg
- biceps ? cm
- klatka piersiowa 127 cm
- talia 97 cm

Rekordy życiowe:
- przysiad 380 kg
- wyciskanie ? kg
- martwy ciąg 380 kg

## Osiągnięcia strongman
- 2005
  - 1. miejsce - Mistrzostwa Anglii Strongman 105k[5]
  - 2. miejsce - Mistrzostwa Świata Strongman 105k, Chiny[6]

- 2006

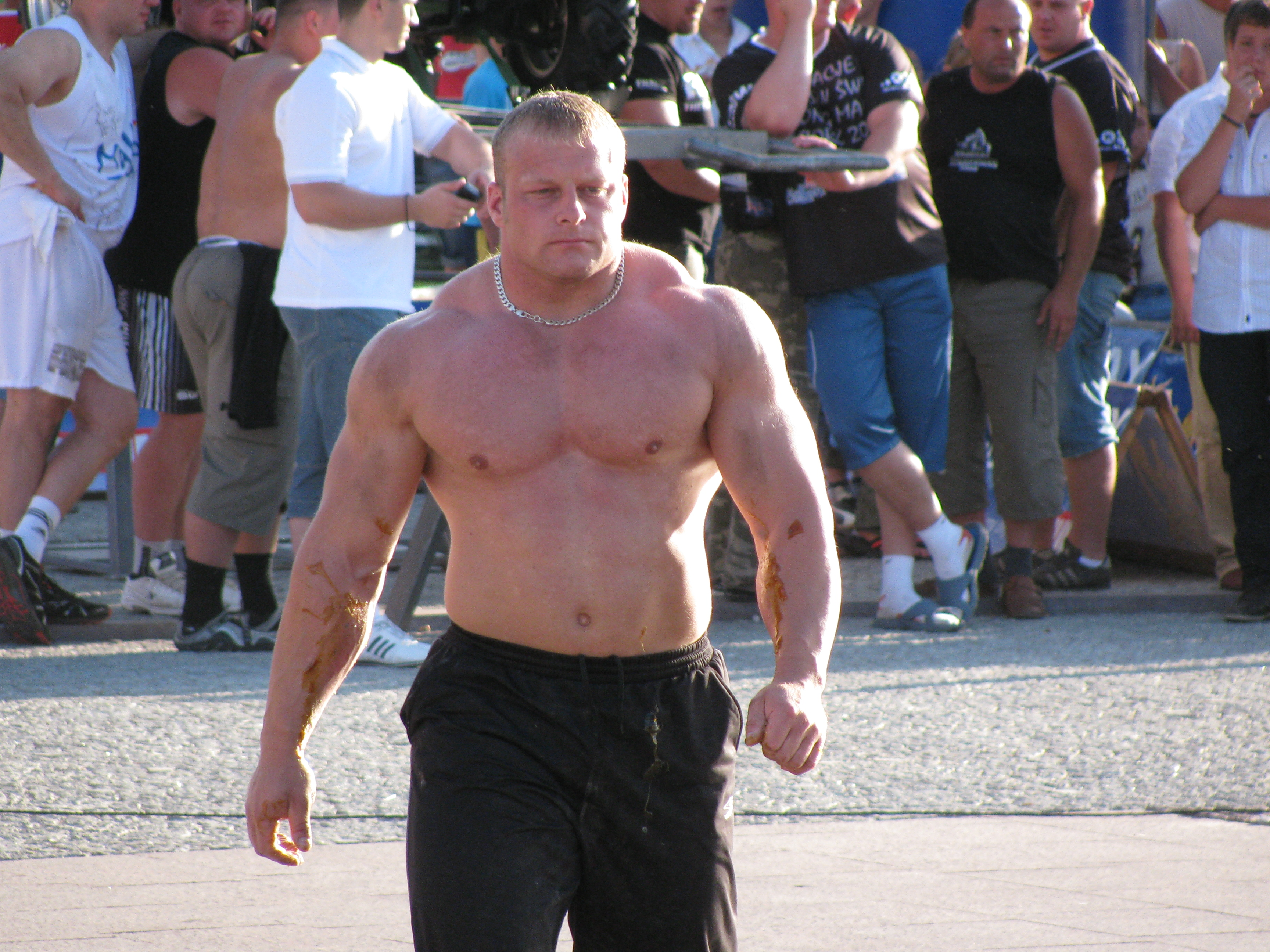
Darren Sadler podczas zawodów Giganci Na Żywo 2009: Malbork.

  - 1. miejsce - IFSA World Strongman Challenge u105k[7]
  - 7. miejsce - Super Seria 2006: Milicz
- 2007
  - 8. miejsce - Super Seria 2007: Mohegan Sun
  - 8. miejsce - Puchar Świata Siłaczy 2007: Dartford
  - 3. miejsce - Mistrzostwa Wielkiej Brytanii Strongman
- 2008
  - 8. miejsce - Mistrzostwa Wielkiej Brytanii Strongman 2008
- 2009
  - 5. miejsce - Giganci Na Żywo 2009: Malbork